# Gananoque
Gananoque è un comune del Canada, situato nella provincia dell'Ontario, nelle contee unite di Leeds e Grenville.